# ديين
الديينات هي هيدروكربونات تحتوي على رابطتين مزدوجتين. وتمثل الديينات وسيط بين الألكينات والبوليينات.

## رتب الديينات
يمكن تقسيم الديينات لثلاثة أقسام:
1. الديينات غير المترافقة والتي بها روابط ثنائية مفصولة برابطتين أو أكثر من الروابط الأحادية.
2. الديينات المترافقة والتي بها روابط ثنائية مترافقة مفصولة بروابط أحادية واحدة.
3. الديينات المتراكمة والتي لها روابط ثنائية تتشارك في ذرة كما في مجموعة المركبات تسمى الألينات.

كما أن الديينات المترافقة تعتبر من المجموعات الفعالة في الكيمياء العضوية.

## الديينات المعروفة
أبسط الديينات المترافقة هو 3،1-بوتاديين.

## التصنيع العضوي
الديينات المترافقة يمكن أن تحضر كالآتي:
- تفاعلات إعادة الترتيب للديينات غير المترافقة بالحفز الحمضي.
- تفاعل ازدواج للفينيل هاليد في تزاوج فورتز.

## تفاعلات الألكاديينات
من التفاعلات الممكنة للديينات تفاعل ديلز ألدر.